# Frank Harsdorf
Frank Harsdorf (Brasschaat, 20 januari 1963) is een Vlaams acteur, vooral bekend van theater.

## Biografie
Harsdorf studeerde in 1982 af aan het Koninklijk Atheneum Brasschaat in de richting Moderne Talen. Na een jaar universiteit en nog een jaar legerdienst ging hij aan de slag als expediteur in de Antwerpse transport- en maritieme sector. Intussen had hij in 1981 reeds zijn eerste theaterstappen gezet in het Brasschaatse amateurtoneel. Bij toneelverenigingen Rustoordkring, Frontaal, K-teater, Jan Mat en K-Tuna deed hij ervaring op onder leiding van onder meer Alex Van Haecke, Luk Wyns, Erik Burke, Mitta Van der Maat, Brit Alen, Ben Rottiers, Marleen Merckx. Toen Alex Van Haecke zijn Red Star Line-project uitrolde bood hij Harsdorf hierin een dubbelrol aan (Kamiel en Achiel). Red Star Line werd in de periode 2006-2008 132 maal opgevoerd voor volle zalen. De andere aanbiedingen die daarop volgden deden Frank beslissen om zijn kantoorbaantje vaarwel te zeggen en zich fulltime op acteren toe te leggen.

## Televisie
- Lili en Marleen 10 (2009) - Taxichauffeur (gastrol)
- Lili en Marleen 10 (2010) - Lastige klant (gastrol)
- De kotmadam (2010) - Fotograaf (gastrol)
- Red Sonja (2011) - Koerier (gastrol)
- Aspe 8 (2012) - Mark Descamps  (gastrol)
- Danni Lowinski 2 (2013) - Koerier (gastrol)

## Film
- Groenten uit Balen (2011)
- Dolfje Weerwolfje (2012)
- Marina (2013)

## Commercials
- Volkswagen (2008)
- BNP Paribas Fortis (2011)
- Interpolis (2011)
- Ziggo (2011-2012)
- Marcassou (2012)

## Theater
- De Red Star Line: Kamiel & Achiel (2006-2008)
- Rijen & Vrijen: Inspecteur Versmissen (2008)
- Johan Padan & de Ontdekking van Amerika: Monoloog(2010-2011)
- Het verjaardagsfeest: Stanley (2012)
- De smaak van honing: Geoffrey (2012)
- Bitter Lemon: John (2013)